# Karl Itschner
Karl Itschner (* 5. Juli 1868 in Uerikon, Stäfa; † 21. Mai 1953 in Solothurn) war ein Schweizer Maler, Zeichner, Illustrator, Grafiker, Lithograf und Zeichenlehrer.

## Leben und Werk
Karl Itschner war ein Sohn des wohlhabenden Landwirts und Weinhändlers Jakob Robert Itschner.
Nach einer kaufmännischen Lehre arbeitete er ab 1888 in Philadelphia und entwarf Muster in einer Seidenweberei von Verwandten. 1891 besuchte er gegen den väterlichen Willen die Pennsylvania Academy of the Fine Arts und wurde von Robert Vonnoh, Thomas Anshutz und Joseph Thouron unterrichtet. Da sein Vater ihn nicht mehr finanziell unterstützte, musste Itschner sein Studium selber finanzieren. In der Folge arbeitete er nebenher als Illustrator für Zeitungen, als Zeichner für Architekten sowie im Smithsonian Institute. 1894 erhielt er die amerikanische Staatsbürgerschaft.
Itschner kehrte 1895 über Paris nach Stäfa zurück und bezog ein Atelier in Ennenda. Von 1897 bis 1898 belegte er Kurse an der Académie Colarossi und der Académie Julian. Seine Lehrer waren Jean-Joseph Benjamin-Constant und Louis-Auguste Girardot (1856–1933).
Nach einem Aufenthalt in London arbeitete er von 1898 bis 1910 in München und fand ein Auskommen mit Illustrationen für die Zeitschriften Jugend und Die Schweiz. Zudem konnte er seine Werke, die überwiegend Darstellungen von Kindern zeigen, an private Sammler verkaufen. In München freundete er sich u. a. mit Wilhelm Balmer, Albert Welti und Ernst Kreidolf an. 1899 reiste Itschner nach Philadelphia und heiratete die aus Deutschland stammende Lehrerin Clara Louise, geborene Ebert. Zusammen hatten sie zwei Töchter. 1904 gründete er zusammen mit Josua von Gietl, Carl Strathmann, René Reinicke, Hans Beat Wieland, Wilhelm Jakob Hertling, Hugo Kreyssig, Max Eduard Giese, Rudolf Köselitz, Paul Leuteritz, Hans Gabriel Jentzsch und  Fritz von Hellingrath den Verein Münchener Aquarellisten.
Wieder in der Schweiz unterrichtete er von 1910 bis 1936 als Zeichenlehrer am Kantonalen Lehrerseminar Küsnacht. Itschner malte ab 1918/1920 fast ausschliesslich Landschaften und Bäume. Zudem nahm er von 1897 bis 1918 regelmässig, danach sporadisch, an den grösseren Kunstausstellungen in der Schweiz und in Deutschland teil. Ab 1938 bis zu seinem Tod 1953 lebte er in Solothurn.